# Nebria sierrablancae
Nebria sierrablancae es una especie de escarabajo del género Nebria, familia Carabidae. Fue descrita científicamente por Kavanaugh en 1984.

## Distribución geográfica
Habita en los Estados Unidos.